# Casa Colectiva Bernardino Rivadavia
La Casa Colectiva Bernardino Rivadavia es el segundo edificio construido por la Comisión Nacional de Casas Baratas (CNCB). Se encuentra en el barrio de San Telmo, en la ciudad de Buenos Aires, Argentina.
La CNCB fue creada por Ley Nacional nº 9677 en el año 1915, gracias al impulso del diputador conservador cordobés Juan Cafferata. Luego de la construcción de una primera casa colectiva, la Valentín Alsina (1919), la Comisión construyó en Buenos Aires distintos barrios de manzanas subdivididas en lotes angostos por pasajes, y compuestos por casas unifamiliares. Recién en 1921 sería construida, en uno de los 5 lotes previamente adquiridos por la CNCB, la Casa Colectiva Bernardino Rivadavia.
El edificio posee una fachada de estilo academicista, con un remate con cornisa y frontis, comercios en la planta baja y tres pisos. Los 41 departamentos, originalmente alquilados, se distribuyen a lo largo de 3 cuerpos entre medianeras, separados por angostos patios internos. Con la disolución de la CNCB en 1944, fueron adquiridos por sus ocupantes.